# Династія Західна Вей
Дина́стія Західна Вей (спрощ.: 西魏朝; піньїнь: Xī Wèi Cháo) — династія, що правила Китаєм після розпаду династії Північна Вей. Ця династія керувалася імператорами з роду Юань. Правління цієї династії тривало понад 21 рік. Фактичну владу зосередили в руках представники сяньбійського племені юйвень (одного з предків монголів). У 556 році саме вони повалили Західну Вей, заснувавши Північну Чжоу.

## Історія
У 534 році імператор Сяо У-ді втік зі столиці Лояна, який було захоплено військовиком Гао хуанєм. Втім того року імператора було убито вождем юйвеней Таєм. Останній поставив імператором Юань Баоцзюєм, зберігши реальну владу. Надалі рід Юань лише номінально керував Західною Вей. У 554 році власне прізвище роду знову стало Тоба.
Цій династії протягом свого існування довелося постійно воювати із Східною Вей та Лян. У 550 році після повалення Східної Вей північною Ці війна на деякий час припинилася, а також вдалося укласти мир з Лян, якій у 555 році завдано рішучої поразки. В цій ситуації представник юйвеней Ху повалив імператора Гун-ді, заснувавши власну династію, яка отримала назву Північна Чжоу.

## Імператори
| Посмертне ім'я     | Особисте ім'я                  | Роки правління | Девіз і роки правління         |
| ------------------ | ------------------------------ | -------------- | ------------------------------ |
| Вень-ді 文帝 Wéndì | Юань Баоцзюй 元寶炬 Yuán Bǎojù | 535–551        | - Датун (大統 dà tǒng) 535–551 |
| Фей-ді 廢帝 Fèidì  | Юань Цінь 元欽 Yuán Qīn        | 552–554        |                                |
| Гун-ді 恭帝 Gōngdì | Тоба Куо 拓拔廓 Tuòbá Kuò      | 554–556        |                                |